# Hermann af Hohenlohe-Langenburg
Hermann, Fyrste til Hohenlohe-Langenburg (31. august 1832 – 9. marts 1913) var den sjette og næstsidste fyrste af det mediatiserede tyske fyrstendømme Hohenlohe-Langenburg fra 1860 til 1913. Han var søn af fyrst Ernst 1. af Hohenlohe-Langenburg og dronning Victoria af Storbritanniens halvsøster, prinsesse Feodora af Leiningen.
Han var den første præsident for det Tyske Kolonialselskab fra 1887 til 1894.

## Liv og gerninger
Fyrst Hermann blev født den 31. august 1832 i Langenburg i Sydtyskland som den anden søn af Fyrst Ernst 1. af Hohenlohe-Langenburg i hans ægtskab med Prinsesse Feodora af Leiningen. Hans far var fyrste af det lille mediatiserede fyrstendømme Hohenlohe-Langenburg i det sydlige Tyskland, mens hans mor var datter af Fyrst Emich Carl af Leiningen og Prinsesse Victoria af Sachsen-Coburg-Saalfeld. Prinsesse Victoria var i et senere ægteskab gift med Prins Edvard Augustus, hertug af Kent og Strathearn, og Fyrst Hermanns mor var dermed halvsøster til Dronning Victoria af Storbritannien. Fyrst Hermann var derigennem fætter til Kong Edvard 7. af Storbritannien, Kejserinde Victoria af Tyskland, Storhertuginde Alice af Hessen og Hertug Alfred af Sachsen-Coburg og Gotha.
Efter at have afsluttet sit jurastudium i Berlin startede han på en militær karriere. Ved faderens død den 12. april 1860 arvede hans storebror Karl positionen som fyrste af Hohenlohe-Langenburg, men som følge af dennes ønske om at indgå et morganatiske ægteskab, overtog Hermann den 21. april 1860 positionen som standsherre med titlen af fyrste af Hohenlohe-Langenburg. Den 4. marts 1861 overtog han som standsherre sit arvelige sæde i førstekammeret i Kongeriget Württembergs landstænder, hvor han var medlem til sin død. Fyrst Hermann deltog aktivt i Den fransk-preussiske krig. Fra 1871 til 1881 var han medlem af Det tyske kejserriges Rigsdag som medlem af Deutsche Reichspartei. Han var en afgørende fortaler for Otto von Bismarcks politik.
Efter et valgnederlag ved rigsdagsvalget i 1881 koncentrerede han sin interesse om kolonialpolitikken. Han var en af initiativtagerne til grundlæggelsen af Deutscher Kolonialverein og varetog forskellige funktioner i denne forening. Fra 1877 til 1885 var han desuden vicepræsident for førstekammeret i Kongeriget Württembergs landstænder. Fra 1894 til 1907 var han statholder i rigslandet Elsaß-Lothringen.
I november 1907 fratrådte Fyrst Hermann sin stilling som statholder, og i de sidste år af sit liv begrænsede han sin politiske aktivitet til at udøve sin arvelige stemmeret i førstekammeret i Kongeriget Württembergs landstænder. Fyrst Hermann døde 80 år gammel den 9. marts 1913 i Langenburg.

## Ægteskab og børn
Fyrst Hermann giftede sig den 24. september 1862 i Karlsruhe med Prinsesse Leopoldine af Baden, der var datter af Prins Vilhelm af Baden og Prinsesse Elisabeth Alexandrine af Württemberg. De fik tre børn:
- Ernst (1863–1950), fyrste af Hohenlohe-Langenburg som Ernst 2. 1913–1918

⚭ 1931 Prinsesse Alexandra af Sachsen-Coburg og Gotha (1878–1942)
- Elise (1864–1929)

⚭ 1884 Fyrst Henrik 27. af Reuss-Gera (1891–1965)
- Feodora (1866–1932)

⚭ 1894 Fyrst Emich af Leiningen (1866–1939)